# 塞勒姆 (愛荷華州)
塞勒姆（英語：Salem）是一個位於美國愛荷華州亨利縣的城市。

## 地理
塞勒姆的座標為40°51′11″N 91°37′15″W / 40.85306°N 91.62083°W，而該地的平均海拔高度為218米（即715英尺）。

## 人口
根據2010年美國人口普查的數據，塞勒姆的面積為1.58平方千米，當中陸地面積為1.58平方千米，而水域面積為0.00平方千米。當地共有人口383人，而人口密度為每平方千米242人。